# Lucanus mazama
Lucanus mazama là một loài bọ cánh cứng trong họ Lucanidae.

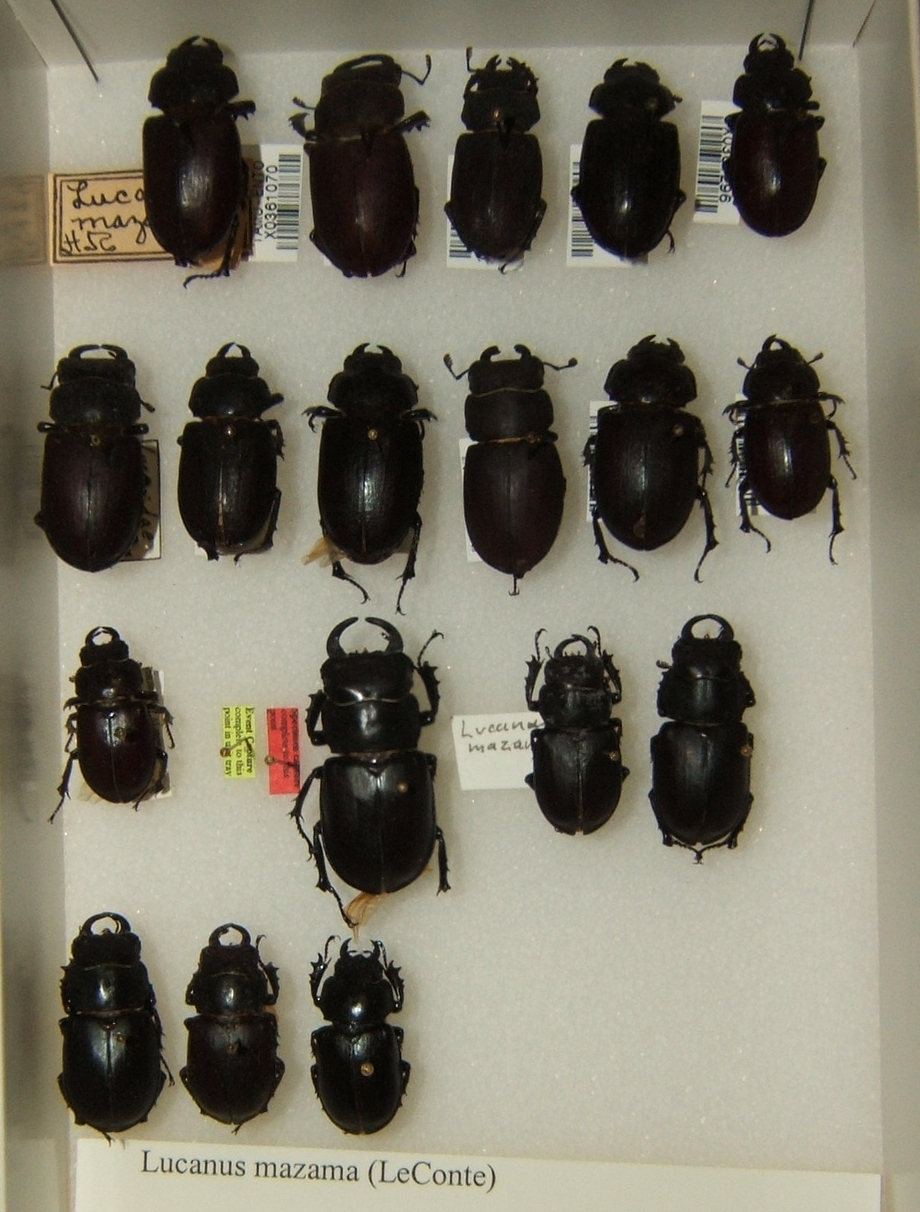
Lucanus mazama variation